# Karniella
Karniella is een geslacht van rechtvleugeligen uit de familie sabelsprinkhanen (Tettigoniidae). De wetenschappelijke naam van dit geslacht is voor het eerst geldig gepubliceerd in 1914 door Rehn.

## Soorten
Het geslacht Karniella omvat de volgende soorten:
- Karniella bullata Rehn, 1914
- Karniella crassicerca Hemp, 2010